# Епархия Чачапояса
 Епархия Чачапояса  (лат. Dioecesis Chachapoyasensis) — епархия Римско-Католической церкви с центром в городе Чачапояс, Перу. Епархия Чачапояса входит в митрополию Пьюры. Кафедральным собором епархии Чачапояса является церковь святого Иоанна Крестителя.

## История
28 мая 1803 года Святой Престол учредил епархию Майнаса, выделив её из архиепархии Лимы, епархий Уаманги (сегодня — Архиепархия Аякучо), Куэнки, Попаяна, Кито и Трухильо. В этот же день епархия Майнаса вступила в митрополию Лимы.
Первоначально кафедра епископа находилась в городе Майнас. 2 июня 1843 года Римский папа Григорий XVI издал буллу «Ex sublimi Petri», которой переместил кафедру епархии из города Майнаса в город Чачапояса и епархия стала называться по имени этого города.
5 февраля 1900 года, 5 апреля 1908 года епархия Чачапояса передала часть своей территории в пользу новых апостольской префектуры Сан-Леон-дель-Амазонаса (сегодня — Апостольский викариат Икитоса) и епархии Кахамарки.
23 мая 1943 года епархия Чачапояса вошла в митрополию Трухильо.
11 января 1946 года, 7 марта 1948 года епархия Чачапояса передала часть своей территории в пользу новой апостольской префектуры Франциско Ксаверия (сегодня -Апостольский викариат святого Франциска Ксаверия в Хаен) и территориальной прелатуре Мойобамбы.
30 июня 1966 года епархия Чачапояса вошла в митрополию Пьюры.

## Ординарии епархии
- епископ Hipólito Antonio Sánchez Rangel de Fayas (26.06.1805 — 28.09.1824)
- епископ José María Amaga (17.09.1838 — 1848/1849)
- епископ Pedro Ruiz (12.09.1853 — 1863)
- епископ Francesco Solano Risco (27.03.1865 — 1903)
- епископ José Santiago Irala (4.06.1904 — 1909)
- епископ Emilio Francisco Lisson Chaves (16.03.1909 — 25.02.1918) — назначен архиепископом Лимы
- епископ Ottavio Ortiz Arrieta (21.11.1921 — 1.03.1958)
- епископ José Germán Benavides Morriberón (28.08.1958 — 30.11.1968)
- епископ Manuel Prado Perez-Rosas (7.09.1970 — 29.12.1976) — назначен архиепископом Трухильо
- епископ Antonio de Hornedo Correa (9.07.1977 — 18.05.1991)
- епископ Ángel Francisco Simón Piorno (18.05.1991 — 18.03.1995) — назначен епископом Кахамарки
- епископ José Ignacio Alemany Grau (17.08.1995 — 18.05.2000)
- епископ Emiliano Antonio Cisneros Martínez 927.03.2002 — по настоящее время)

## Источник
- Annuario Pontificio, Ватикан, 2007
- Булла Ex sublimi Petri, Raffaele de Martinis, Iuris pontificii de propaganda fide. Pars prima, V, Romae 1893, стр. 311  (лат.)